# Hard Rock Hallelujah
Hard Rock Hallelujah ist ein Lied der finnischen Hard-Rock-Band Lordi. Der Song erschien am 10. März 2006 auf ihrem dritten Studioalbum The Arockalypse und wurde am 19. Mai 2006 als erste Single aus diesem veröffentlicht. Einen Tag später gewann Lordi mit dem Titel den Eurovision Song Contest 2006.

## Inhalt
Hard Rock Hallelujah zieht Parallelen zwischen der Musikrichtung Hard Rock und Religion. So singt Mr. Lordi über Engel und Dämonen, die mit Gottes Hilfe den Menschen den Hard Rock bringen. Die Musik gebe allen Kraft und Macht, die an sie glauben. Die Fans seien die wahren Gläubigen und wer sich ihnen nicht anschließe, werde direkt in der Hölle landen.

“Rock ’n’ roll angels bring then hard rock, hallelujah

Demons and angels, all in one, have arrived

Rock ’n’ roll angels bring then hard rock, hallelujah

In God’s creation, supernatural high”

## Produktion
Das Lied wurde von dem finnischen Musikproduzenten Jyrki Tuovinen produziert. Als Autor fungierte Band-Frontsänger Mr. Lordi.

## Musikvideo
Bei dem zu Hard Rock Hallelujah gedrehten Musikvideo führte Pete Riski Regie. Es verzeichnet auf YouTube über 106 Millionen Aufrufe (Stand: August 2024). Das Video zeigt einen jungen weiblichen Hard-Rock-Fan, gespielt von Leina Ogihara, der schüchtern mit Kopfhörern durch den Gang einer Schule läuft und das Lied mitsingt. Schließlich steht sie am Rand der Turnhalle und schaut den Cheerleadern beim Training zu. Plötzlich taucht Mr. Lordi in seinem Monsterkostüm in der Tür auf, woraufhin die Cheerleader schreien und in Ohnmacht fallen. Daraufhin spielt die gesamte Band den Song in der Sporthalle, wobei nur der Fan, zuerst verängstigt, doch dann selbstbewusst, ihnen zuhört. Schließlich werden die Cheerleader als Zombies wieder zum Leben erweckt und stürmen mit dem Fan, der nun selbstbewusst die Musik mitsingt und die Faust nach oben streckt, zusammen durch die Schule, während die anderen Schüler angsterfüllt fliehen.

## Gewinner des Eurovision Song Contests 2006

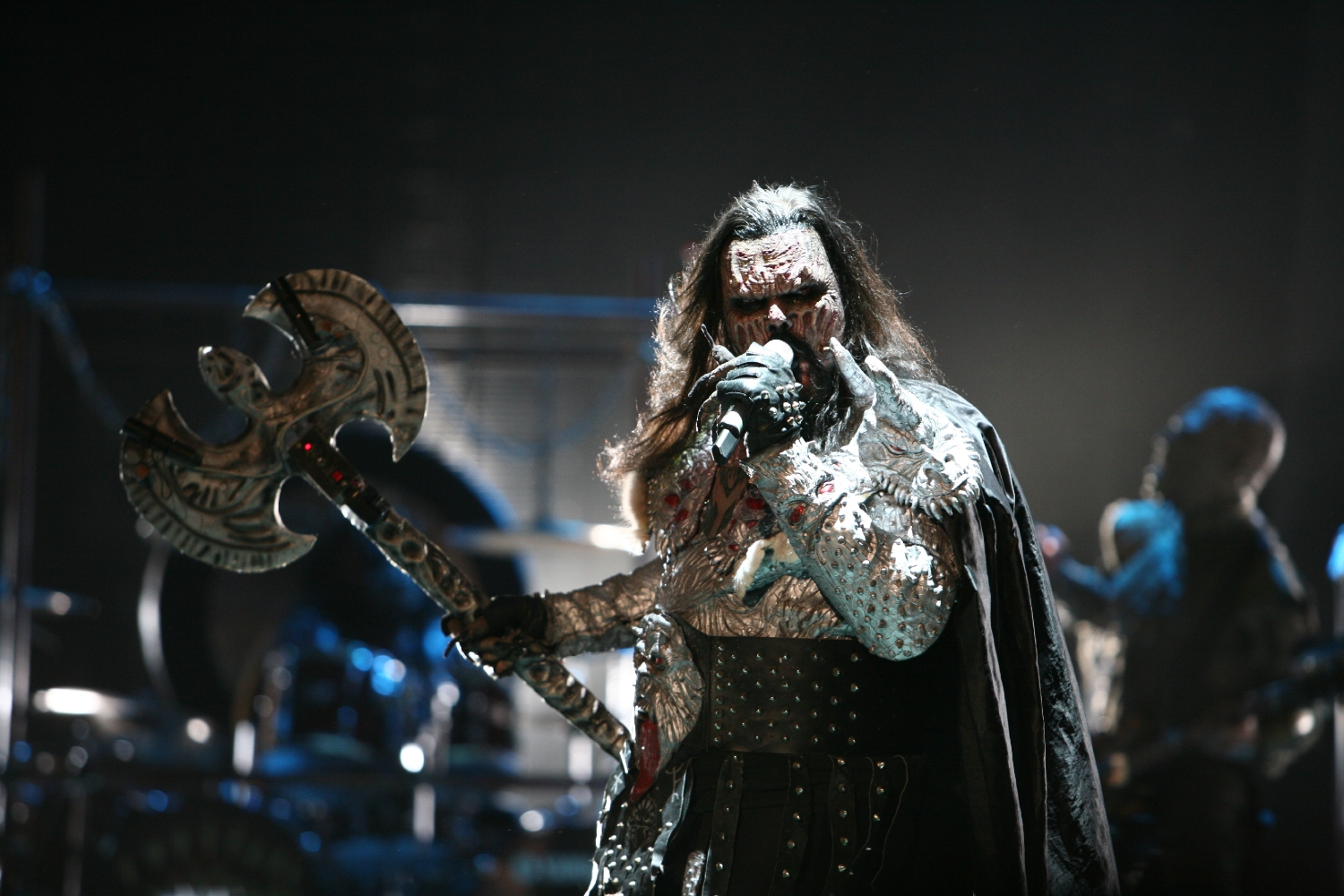
Lordi bei einem Liveauftritt von Hard Rock Hallelujah

Im März 2006 nahm Lordi am finnischen Vorentscheid zum Eurovision Song Contest 2006 teil. In der ersten Runde wählte das Publikum zuerst einen von jeweils zwei Titeln der zwölf Vorentscheidungsteilnehmer aus, mit dem die jeweilige Gruppe dann in der zweiten Runde gegen die gewählten Songs der anderen Teilnehmer antrat. Lordi trat mit den Liedern Hard Rock Hallelujah und Bringing Back the Balls to Rock, die beide ihren Ursprung im Hard Rock hatten, im ersten der vier Halbfinals an. Eine knappe Mehrheit der Finnen entschied sich für den ersten Titel, der somit auch Lordis erste Singleauskopplung des Albums The Arockalypse wurde.
Im Finale des finnischen Vorentscheids am 10. März 2006 konnte sich Lordi mit 42,2 % der Stimmen gegen elf Mitbewerber durchsetzen. Die Band vertrat somit Finnland im Halbfinale in Athen am 18. Mai 2006. Dort konnte sie sich als einer von zehn Beiträgen für das Finale qualifizieren, wo sie mit der Nummer 17 einzog.
Lordi gewann am 20. Mai 2006 den Eurovision Song Contest 2006 mit 292 Punkten. Die Band schlug damit Dima Bilan aus Russland (248 Punkte) und Hari Mata Hari aus Bosnien-Herzegowina (229 Punkte) mit 44 bzw. 63 Punkten Vorsprung. Mit diesem Erfolg wurde Lordi der erste finnische Teilnehmer sowie die erste Hard-Rock-Band, die den Eurovision Song Contest gewann. Wie nach dem ESC-Finale bekannt wurde, gewann Lordi bereits das ESC-Halbfinale mit ebenfalls 292 Punkten vor Bosnien-Herzegowina (267 Punkte) und Russland (217 Punkte).
Die Gruppe wurde eine Woche nach ihrer Rückkehr aus Athen am alten Fischmarkt in Helsinki von 70.000 Finnen empfangen. Die finnische Staatspräsidentin Tarja Halonen übergab der Band hierbei für die Förderung finnischer Musik in aller Welt einen überdimensionalen bronzenen Schlüssel. Zudem führte diese Veranstaltung zu einem Eintrag in das Guinness-Buch der Rekorde; der Empfang wird dort als Massen-Karaoke geführt. Die nordfinnische Stadt Rovaniemi, der Heimatort des Sängers Mr. Lordi, benannte zu Ehren der Band ihren zentralen Platz von Sampo-Platz (Sampo-aukio) in Lordi-Platz (Lordin aukio) um.

## Single

### Covergestaltung
Das Singlecover zeigt die fünf damaligen Bandmitglieder in ihren Kostümen und Masken, wobei Frontsänger Mr. Lordi in der Mitte steht. Teilweise reißen sie ihre Münder auf und blicken den Betrachter grimmig an. Im Vordergrund befinden sich die leuchtend weißen Schriftzüge Hard Rock Hallelujah und Lordi, während im Hintergrund eine Explosion zu sehen ist.

### Titellisten
Single 1
1. Hard Rock Hallelujah (Eurovicious Radio Edit) – 3:01
2. Supermonstars (Album Version) – 4:04

Single 2
1. Hard Rock Hallelujah (Eurovicious Radio Edit) – 3:01
2. Hard Rock Hallelujah (Full Album Version) – 4:07
3. Mr. Killjoy – 3:24

Maxi
1. Hard Rock Hallelujah (Eurovicious Radio Edit) – 3:01
2. Hard Rock Hallelujah (Album Version) – 4:07
3. Mr. Killjoy – 3:24
4. Hard Rock Hallelujah (Video) – 3:10
5. Blood Red Sandman (Video) – 3:50
6. Devil Is a Loser (Video) – 3:42

### Chartplatzierungen
Hard Rock Hallelujah stieg am 2. Juni 2006 auf Platz fünf in die deutschen Singlecharts ein und belegte diesen auch in der folgenden Woche. Insgesamt hielt sich der Song 20 Wochen in den Top 100, davon acht Wochen in den Top 10. Im Heimatland Finnland erreichte das Lied die Chartspitze. Weitere Top-10-Platzierungen gelangen unter anderem in Österreich, der Schweiz, Schweden und Norwegen. In den deutschen Single-Jahrescharts 2006 belegte der Song Rang 27.
| ChartsChartplatzierungen     | Höchstplatzierung | Wochen |
| ---------------------------- | ----------------- | ------ |
| Deutschland (GfK)            | 5 (20 Wo.)        | 20     |
| Finnland (IFPI)              | 1 (12 Wo.)        | 12     |
| Österreich (Ö3)              | 2 (25 Wo.)        | 25     |
| Schweiz (IFPI)               | 5 (23 Wo.)        | 23     |
| Vereinigtes Königreich (OCC) | 25 (7 Wo.)        | 7      |

| ChartsJahrescharts (2006) | Platzierung |
| ------------------------- | ----------- |
| Deutschland (GfK)         | 27          |
| Österreich (Ö3)           | 15          |
| Schweiz (IFPI)            | 47          |

### Verkaufszahlen und Auszeichnungen
Hard Rock Hallelujah erhielt noch im Erscheinungsjahr in Deutschland für mehr als 150.000 verkaufte Einheiten eine Goldene Schallplatte.

| Land/Region        | Auszeichnungen für Musikverkäufe (Land/Region, Auszeichnung, Verkäufe) | Verkäufe |
| ------------------ | ---------------------------------------------------------------------- | -------- |
| Deutschland (BVMI) | Gold                                                                   | 150.000  |
| Insgesamt          | 1× Gold ·                                                              | 150.000  |